# Spirale Curschmanna

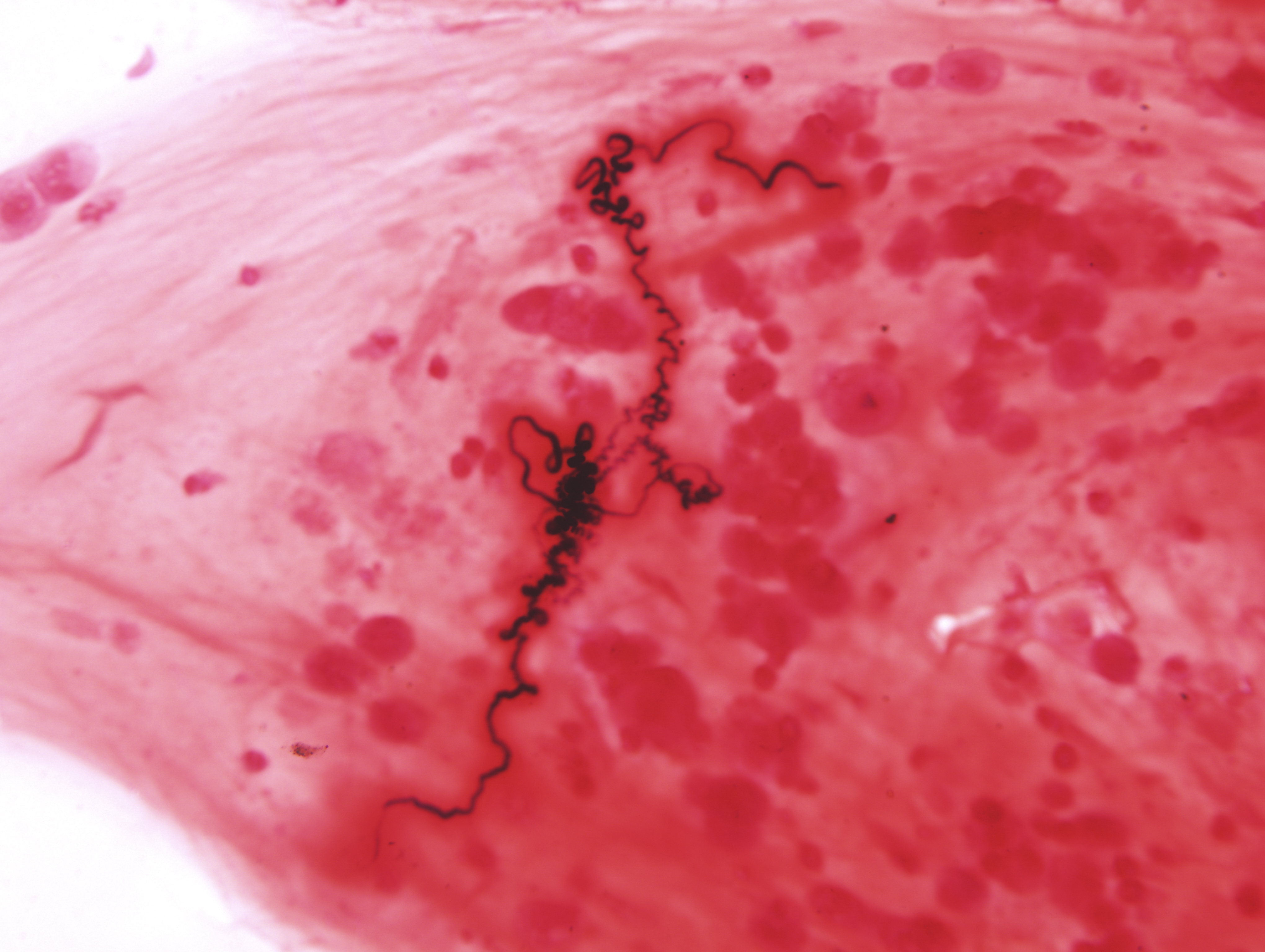
spirala Curschmanna

Spirale Curschmanna, wężownice Curschmanna – nitki śluzu barwy szarobiałej, długości 5–10 mm, obecne w plwocinie chorych z astmą oskrzelową, często wraz z kryształami Charcota-Leydena, mającymi postać zaostrzonych ośmiosłupów. Są to grube, śluzowe, poskręcane twory często z jaśniejszym włóknem osiowym w środku.
Opisał je w 1882 niemiecki internista Heinrich Curschmann (1846–1910).